# Чорний кіт (фільм, 1989)
«Чорний кіт» («Чёрный кот») — радянський художній фільм 1989 року, знятий режисером С. Аксьоновим на студії «Лентелефільм».

## Сюжет
Пісні 1960-х виконують ленінградські драматичні актори. В аранжуванні В. Федорова звучать пісні композиторів Г. Подєльського, А. Бабаджаняна, Я. Міягави, Я. Френкеля, А. Островського, Ю. Саульського, Ф. Міллера; на вірші поетів Д. Іванова, А. Горохова, Л. Дербеньова, А. Поперечного, Л. Ошаніна, Р. Рождественського, М. Таніча. Постановка танців М. Шепіцина. У танцювальних сценах зайняті студенти ЛДІК імені М. К. Крупської. Використано фрагменти мультфільмів 1960-х років, карикатури Бориса Петрушанського.

## У ролях
- Андрій Анкудінов — виконання пісні «Льотка-Єнька»
- Ігор Скляр — виконує пісню «Чорний кіт»
- Ірина Селезньова — виконує пісню «Місто дитинства»
- Дмитро Рубін — співає пісню «Королева краси»
- Марія Тхоржевська — виконання пісні «У синього моря»
- Володимир Осипчук — виконує пісню «І знову у дворі»
- Петро Семак — виконує пісню «Кроки»
- О. Смирнова — виконання танців
- С. Смєхов — виконання танців

## Знімальна група
- Режисер — С. Аксьонов
- Оператор — Андрій Андрєєв
- Художники — Алла Сіткіна, Анатолій Тузов